# Мирзабейли
Мирзабейли (азерб. Mirzəbəyli, лезг. Мирзебегли) — селение в Габалинском районе Азербайджана, административный центр одноимённого муниципалитета.
Расположено в 20 км от районного центра — города Габала.

## История
В 1880-х годах Мирзабейли входил в состав Джорлинского сельского общества Нухинского уезда Елизаветпольской губернии. В 1960 — 1970-х годах он был одним из пяти сёл Мирзабейлинского сельского совета (сельсовета) Куткашенского района Азербайджанской ССР.

## Население
К моменту прихода русских на Кавказ, в пределах Шекинского ханства были сконцентрированы удинские сёла, сохранившие удинский язык и называвшие себя «уди» (удинами) и одним из них являлось Мирзабейли.  Основная масса удин как и большинство остального аборигенного населения Азербайджана, вошла в состав азербайджанского народа.
Согласно материалам посемейных списков на 1886 год, в Мирза-бейлы (так в тексте) Джорлинского сельского общества Нухинского уезда было 52 дыма и проживало 327 человек, причём все армяне, а по вероисповеданию армяно-григориане. По тем же материалам они все были крестьяне, из которых 168 крестьян-собственников (22 дыма) и 159 крестьян на казённой земле (30 дымов).
По данным «Кавказского календаря» на 1910 год в селении Мирза-беклы (так в тексте) Нухинского уезда за 1908 год проживало 412 человек, в основном армяне. То же самое показано и в Памятной книжке Елисаветпольской губернии на 1910 год, но только селение названо Мирзабеклы и указаны 62 дыма.
В выпуске Кавказского календаря на 1912 год уже фигурирует Мирза-Бейлы (так в тексте),  состоящее из 412 человек, в основном «татар» (то есть азербайджанцев). Следующий выпуск Кавказского календаря на 1915 год вновь упоминает Мирзабеглы (так в тексте) с населением 361 человек, в основном армян.
В 1919 году в селе расселяются беженцы-азербайджанцы из Армении а позже во время коллективизации обосновываются и лезгины. 
По Азербайджанской сельскохозяйственной переписи 1921 года Мирзабейли (Мирзабекли) Нухинского уезда Азербайджанской ССР населяли 519 человек, преимущественно тюрки-азербайджанцы.
В материалах издания «Административное деление АССР», подготовленных в 1933 году Управлением народно-хозяйственным учётом Азербайджанской ССР (АзНХУ), по состоянию на 1 января 1933 года Мирзабейли являлся центром одноимённого сельсовета Куткашенского района Азербайджанской ССР. В селе на то время проживало 354 человека (80 хозяйств), среди которых было 202 мужчины и 152 женщины. Национальный состав Мирзабейлинского сельсовета, состоял преимущественно из тюрок (азербайджанцев) — 91,4 %.
Согласно российской исследовательнице Б. М. Гусейновой, если в конце XIX века в Мирзабейли жили только армяне, то в настоящее время большинство его населения состоит из лезгин.
Население Мирзабейлинского муниципалитета — 2512 человек.

### Известные уроженцы
В селе родились Гариб Мехдиев — азербайджанский писатель, поэт и Иттифаг Мирзабейли — азербайджанский журналист.

## Язык
«Кавказский календарь» за 1856 год обозначает разговорный язык жителей села азербайджанским 
(«татарским» в источнике).
В изданной в 1962 году Институтом этнологии и антропологии имени Н. Н. Миклухо-Маклая АН СССР монографии «Народы Кавказа», отмечалось, что основная масса проживающих в Азербайджане удин вошла в состав азербайджанского народа и в Мирзабейли всё ещё встречались двуязычные «азербайджанцы-удины».
Советско-азербайджанский лингвист, специалист по удинскому языку В. Л. Гукасян называл Мирзабекли (так у В. Гукасяна) в числе четырёх сёл, в которых (по состоянию на начало 1960-х годов) говорили частично по-удински. Аналогично, советско-российский лингвист Б. Б. Талибов, собиравший в течение нескольких лет материал для своего исследования, в том числе и в Куткашенском районе Азербайджанской ССР, указывал Мирзабейли в числе четырёх сёл (наряду с Варташеном, Ниджем и Октомбери), где распространён удинский язык.
Удинская речь села относилась к ниджскому диалекту удинского языка. В. Л. Гукасян отмечал, что в мирзабеклинском говоре под влиянием азербайджанского языка происходила утрата фонетических и грамматических явлений, свойственных другим говорам (например, утрата фарингализованных, преруптивов, ряда аффрикат, утрата эргативного падежа). 

### Комментарии
1. ↑  Б. М. Гусейнова в своём исследовании ошибочно указывает Мирзабейли в Варташенском, то есть Огузском районе, в то время как он относится к Габалинскому району.